# Colinas (Maranhão)
Pour les articles homonymes, voir Colinas.
Colinas est une municipalité située dans l'État du Maranhão, au Brésil.